# Любомир Юруков
Любомир Юруков е историк и колекционер на стари снимки, документи и други материали в България. Издател е на списание „Минало“. През множество инициативи — издателска, изложбена, дарителска дейност — той съхранява и представя българското историческо наследство по достъпен и визуално впечатляващ начин. Неговите усилия помагат да бъдат запазени и показани различни моменти от миналото, обогатявайки националната памет.

## Биография
Любомир Юруков е роден през 1961 г. в София. Дипломира се история в Софийския университет. 
Колекцията му съдържа над 100 000 оригинални снимки, картички и различни видове документи, свързани с образованието, с икономическото и индустриално развитие на България, с политическото развитие на страната. В колекцията му има и любопитни неща, като например етикети от вина, произвеждани в България. Друга интересна част е свързана с розопроизводството и производството на българско розово масло.

## Писателска и издателска дейност
В съавторство с Иван Бърнев – Буби Любомир Юруков издава книгите „Непознатият българин 1878 – 1944“, „Непозната България – хора и съдби“, „Непозната София“.
Списание „Минало“ е първото частно, научно-историческо, илюстровано списание, което излиза от 1994 г. и има за цел да популяризира достиженията на българската историческа наука, археологията, етнографията и нумизматиката. Публикациите в списание „Минало“ са систематизирани в следните категории: „Портрети“, „Старина“, „Средните векове“, „Новото време“, „Освобождението“, „От фондовете“ и други.
Списанието е богато илюстрирано и включва фотографии, карти, фрагменти, факсимилета, схеми, планове на тракийски селища, документи, изрезки от стари вестници и списания. Чрез страниците му са популяризирани малко познати личности от българската история, които имат изключителни приноси за развитието на отделни селища или на страната в различни направления на обществения, социален, духовен, културен, военен живот.

## Дарителство
Любомир Юруков е направил редица дарения на дигитални копия и на реални артефакти от неговите колекции.
- На 31 май 2013 г. прави значимо дарение на събраните от него документи на Васил Радославов на Централен държавен архив – София. Дарението е прието от Мартин Иванов – председател на Държавна агенция „Архиви“. За крупното дарение Любомир Юруков е награден с дарителска грамота и почетен знак на ДА „Архиви“.
- На 18 май 2016 г. в Изложбената зала на Националния музей на образованието в Габрово е открита изложбата „Напред! Науката е слънце“, съдържаща снимки от личната колекция на Любомир Юруков и списание „Минало“. Изложбата е посветена на Деня на славянската писменост и култура – 24 май. На откриването Любомир Юруков прави дарение от над 350 дигитални снимки, както и ценни училищни документи, за което е награден с почетния знак на Национален музей на образованието – Габрово.